# Groupe d'Aphrodite, Pan et Éros
Le groupe d'Aphrodite, Pan et Éros est un groupe statuaire en marbre conservé au musée national archéologique d'Athènes, daté des environs de 100 av. J.-C.
Le groupe provient de Délos, de l'établissement des Poseidoniastes de Béryte. Il y a été découvert en 1904. Il représente Pan tentant d'enlacer la déesse nue, cette dernière, d'un air plutôt guilleret, menace Pan avec sa sandale qu'elle vient d'ôter tandis qu'un Éros lui saisit une de ses cornes. 
La base comporte l'inscription suivante :
« ΔΙΟΝΥΣΙΟΣ ZΗΝΩΝΟΣ ΤΟΥ ΘΕΟΔΩΡΟΥ / BΗΡΥΤΙΟΣ ΕΥΕΡΓΕΤΗΣ ΥΠΕΡ ΕΑΥΤΟΥ / ΚΑΙ ΤΩΝ ΤΕΚΝΩΝ ΘΕΟΙΣ ΠΑΤΡΙΟΙΣ »
« Dionysios fils de Zénon de Théodoros, originaire de Béryte, bienfaiteur, pour lui-même et ses enfants, aux dieux ancestraux »